# Chambre de métiers et de l'artisanat de La Réunion
La chambre de métiers et de l'artisanat de La Réunion est une chambre consulaire de l'île de La Réunion, un département d'outre-mer français dans l'océan Indien. 
Elle a été créée le 6 mai 1968 pour aider à la structuration le secteur des métiers de La Réunion.
Au niveau local, c'est la Chambre de Métiers et de l'Artisanat qui représente les intérêts des artisans auprès des pouvoirs publics et assure pour eux une mission de service public.

## Organisation
Elle est administrée par une instance politique composée de 36 élus (24 chefs d'entreprise et 12 représentants d'organisations professionnelles) et depuis cette nouvelle mandature, complétée par 16 membres associés pour une plus large représentation des professionnels. 
Elle est actuellement présidée par Bernard PICARDO

## Contact
Son siège se trouve rue Jean-Cocteau à Saint-Denis.
Adresse du Siège : BP 261 97465 Saint-Denis CEDEX 
Téléphone : 0262 21 04 35 